# Norman Bird
Norman Bird (Coalville, 30 ottobre 1920 – Wolverhampton, 22 aprile 2005) è stato un attore britannico.

## Filmografia parziale

### Cinema
- La tortura del silenzio (The Angry Silence), regia di Guy Green (1960)
- Un colpo da otto (The League of Gentlemen), regia di Basil Dearden (1960)
- Il primo uomo sulla Luna (Man in the Moon), regia di Basil Dearden (1960)
- Il complice segreto (The Secret Partner), regia di Basil Dearden (1961)
- Un pezzo grosso (Very Important Person), regia di Ken Annakin (1961)
- Victim, regia di Basil Dearden (1961)
- La notte delle streghe (Night of the Eagle), regia di Sidney Hayers (1962)
- L'anno crudele (Term of Trial), regia di Peter Glenville (1962)
- I figli del capitano Grant (In Search of the Castaways), regia di Robert Stevenson (1962)
- Il cranio e il corvo (The Mind Benders), regia di Basil Dearden (1963)
- Il maniaco (Maniac), regia di Michael Carreras (1963)
- Non rompete i chiavistelli (The Cracksman), regia di Peter Graham Scott (1963)
- Incubo sulla città (80,000 Suspects), regia di Val Guest (1963)
- Bitter Harvest, regia di Peter Graham Scott (1963)
- Troppo caldo per giugno (Hot Enough for June), regia di Ralph Thomas (1964)
- Giungla di bellezze (The Beauty Jungle), regia di Val Guest (1964)
- Base Luna chiama Terra (First Men in the Moon), regia di Nathan H. Juran (1964)
- La morte nera (The Black Torment), regia di Robert Hartford-Davis (1964)
- La collina del disonore (The Hill), regia di Sidney Lumet (1965)
- La cassa sbagliata (The Wrong Box), regia di Bryan Forbes (1966)
- Sull'orlo della paura (A Dandy in Aspic), regia di Anthony Mann (1968)
- Oh, che bella guerra! (Oh! What a Lovely War), regia di Richard Attenborough (1969)
- La vergine e lo zingaro (The Virgin and the Gypsy), regia di Christopher Miles (1970)
- La luna arrabbiata (The Raging Moon), regia di Bryan Forbes (1970)
- Gli artigli dello squartatore (Hands of the Ripper), regia di Peter Sasdy (1971)
- Doomwatch - I mostri del 2001 (Doomwatch), regia di Peter Sasdy (1972)
- Gli anni dell'avventura (Young Winston), regia di Richard Attenborough (1972)
- Truffa tu che truffo anch'io ma il fregato sono io! (Ooh... You Are Awful), regia di Cliff Owen (1972)
- La scarpetta e la rosa (The Slipper and the Rose - The Story of Cinderella), regia di Bryan Forbes (1976)
- Il tocco della medusa (The Medusa Touch), regia di Jack Gold (1978)
- Il Signore degli Anelli (The Lord of the Rings), regia di Ralph Bakshi (1978)
- Conflitto finale (Omen III: The Final Conflict), regia di Graham Baker (1981)
- Viaggio in Inghilterra (Shadowlands), regia di Richard Attenborough (1993)

### Televisione
- The Protectors – serie TV, episodio 1x04 (1964)
- Artù re dei Britanni (Arthur of the Britons) – serie TV (1972-1973)
- Yanks Go Home – serie TV (1976-1977)
- Sherlock Holmes e il dottor Watson (Sherlock Holmes and Doctor Watson) – serie TV, episodio 1x01 (1979)
- Lo spaventapasseri (Worzel Gummidge) – serie TV (1979-1981)
- Le sconfitte di un vincitore: Winston Churchill 1928-1939 (Winston Churchill: The Wilderness Years) – miniserie TV (1981)